# پرمیزل
پرمیزل (به فرانسوی: Prémeyzel) یک کمون در فرانسه است که در canton of Belley واقع شده‌است.

## خصوصیات
پرمیزل ۷٫۶۳ کیلومترمربع مساحت و ۲۵۱ نفر جمعیت دارد و ۳۲۵ متر بالاتر از سطح دریا واقع شده‌است.